# Kamperfoelieweg
De Kamperfoelieweg  is een straat in Amsterdam-Noord.
De straat begint bij het Mosplein en loopt met een S-bocht naar de Floraweg. In het oosten kruist de straat achtereenvolgens de Ribesstraat, Hortensiastraat en Azaleastraat. Tussen de Azaleastraat en Sneeuwbalstraat is de straat wat breder en bevindt zich een klein plantsoen. In dit plantsoen bevindt zich het oorlogsmonument de Phoenix (Dannenburg).
Na de Sneeuwbalstraat ligt aan de oostzijde Floradorp en kruist de straat nog de Dotterbloemstraat en Pinksterbloemstraat. Aan de westkant kruist de straat achtereenvolgens de Mosstraat, Haagwindeweg en Akkerwindeweg. De straat werd aangelegd in de jaren twintig.

## Geschiedenis
De straat is bij een raadsbesluit van 22 maart 1922, 23 december 1927 en 3 februari 1965 (verlengde gedeelte) vernoemd naar Kamperfoelie, een klimheester.
Tijdens de geallieerde bombardementen op Amsterdam-Noord in juli 1943 is een groot deel van de Kamperfoelieweg geraakt, waardoor een deel van de straat dateert uit de heropbouw in de jaren 1945 tot 1950.

## Infrastructuur
Op 14 juni 1965 kwam er een tijdelijke verbindingsweg tussen de Floraweg en de nieuwe wijk Banne Buiksloot waardoor het mogelijk werd de toenmalige bus A van Floradorp naar de Banne te verlengen. Op 6 februari 1966 werd de definitieve weg geopend. Hiertoe werd de Kamperfoelieweg doorgetrokken tot de kruising waar de Schepenlaan en Banne Buikslootlaan in elkaar overgaan. In tegenstelling tot het vooroorlogse deel werd dit gedeelte halfhoog gelegen aangelegd conform de toenmalige uitgangspunten van scheiding van snel en langzaam verkeer. In dit verlengde gedeelte bevinden zich de Metaalbewerkersbrug en de Buiksloterbreekbrug waarmee de Buiksloterbreek wordt gekruist. Hier bevinden zich geen huisnummers.
Bus 34 rijdt door de gehele straat en bus 36 tussen de Floraweg en de Schepenlaan.

## Galerij

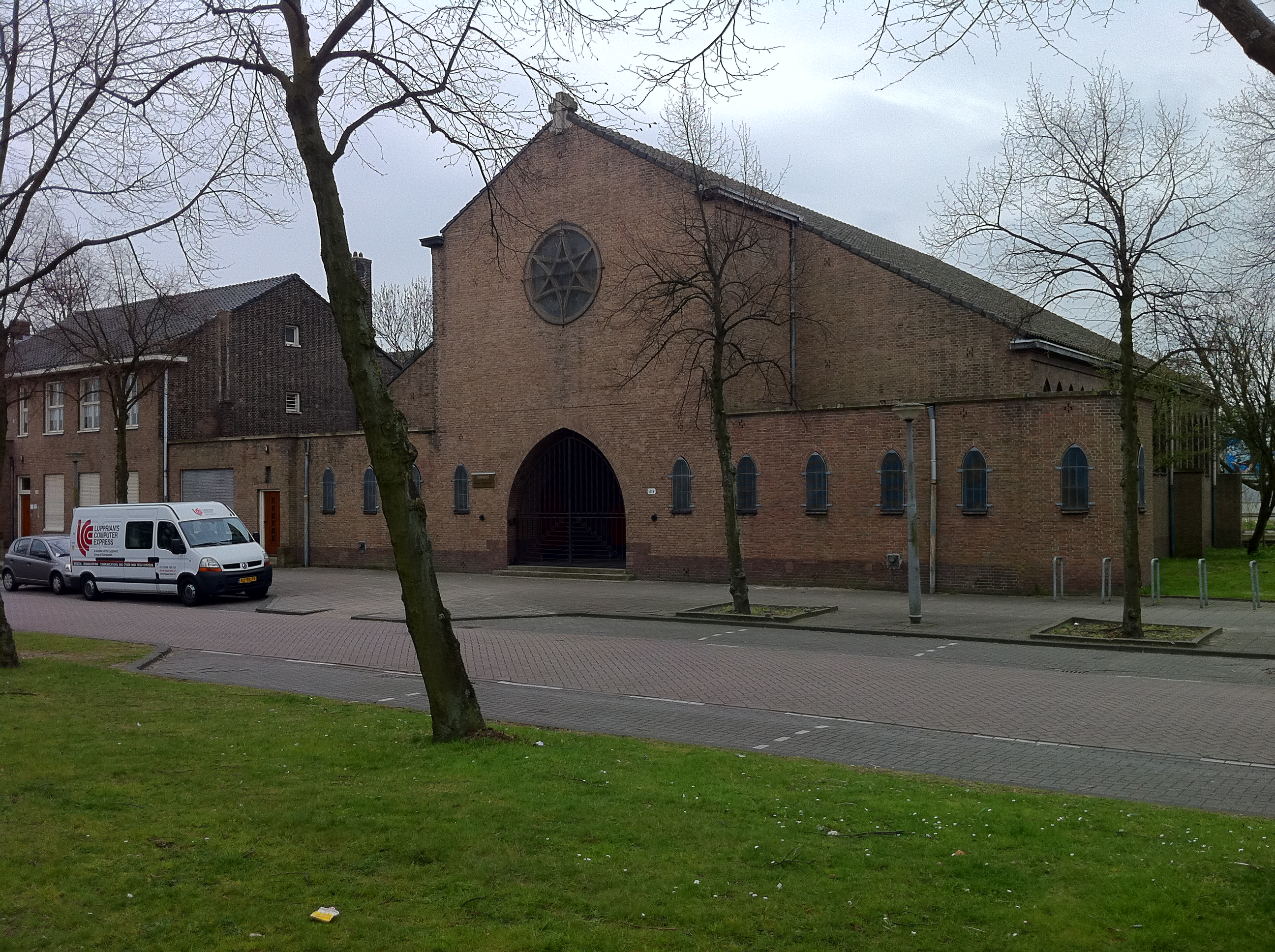
Sint-Stephanuskerk aan de Kamperfoelieweg.
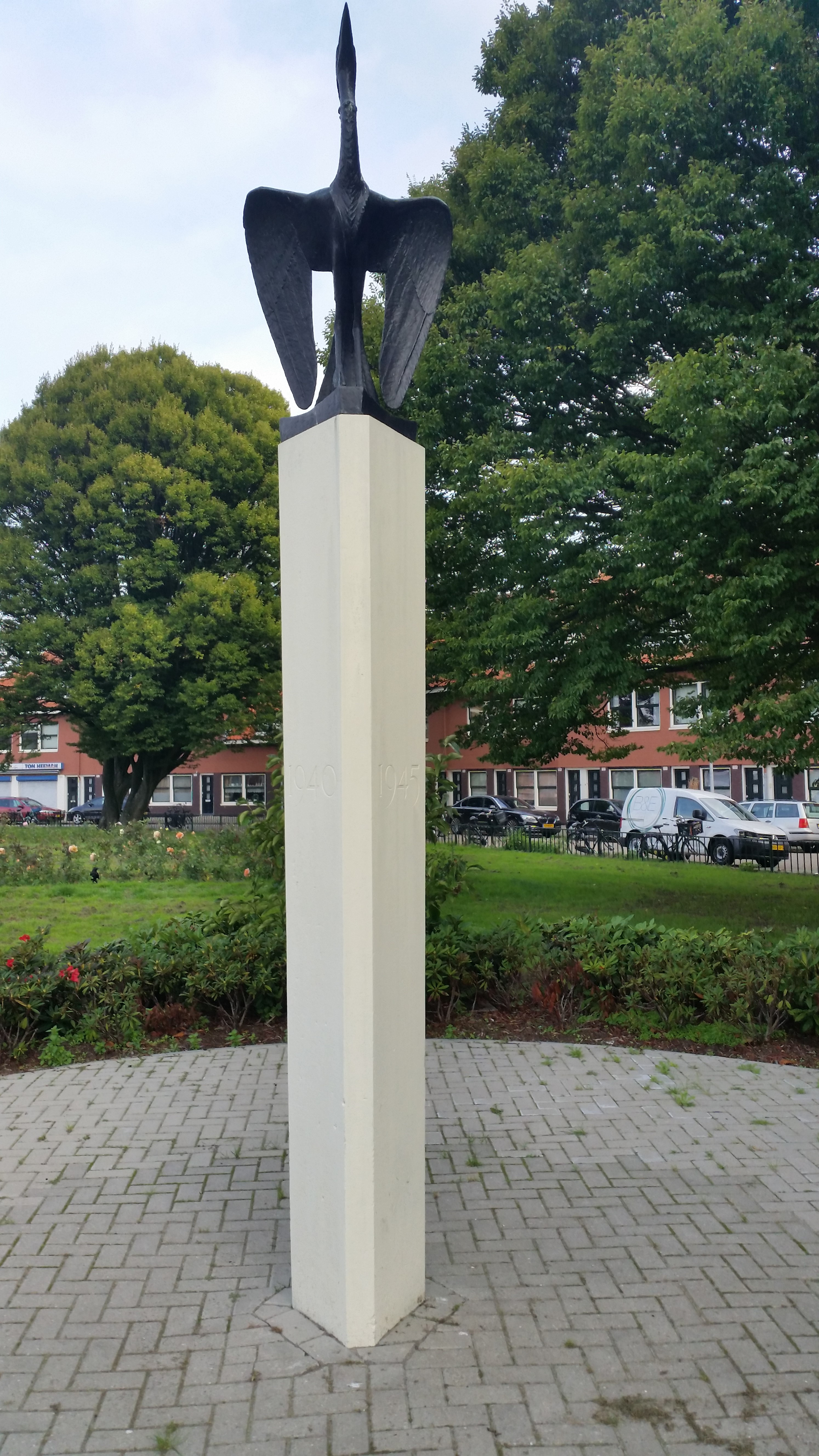
Phoenix oorlogsmonument in het plantsoen aan de Kamperfoelieweg / Azaleastraat.
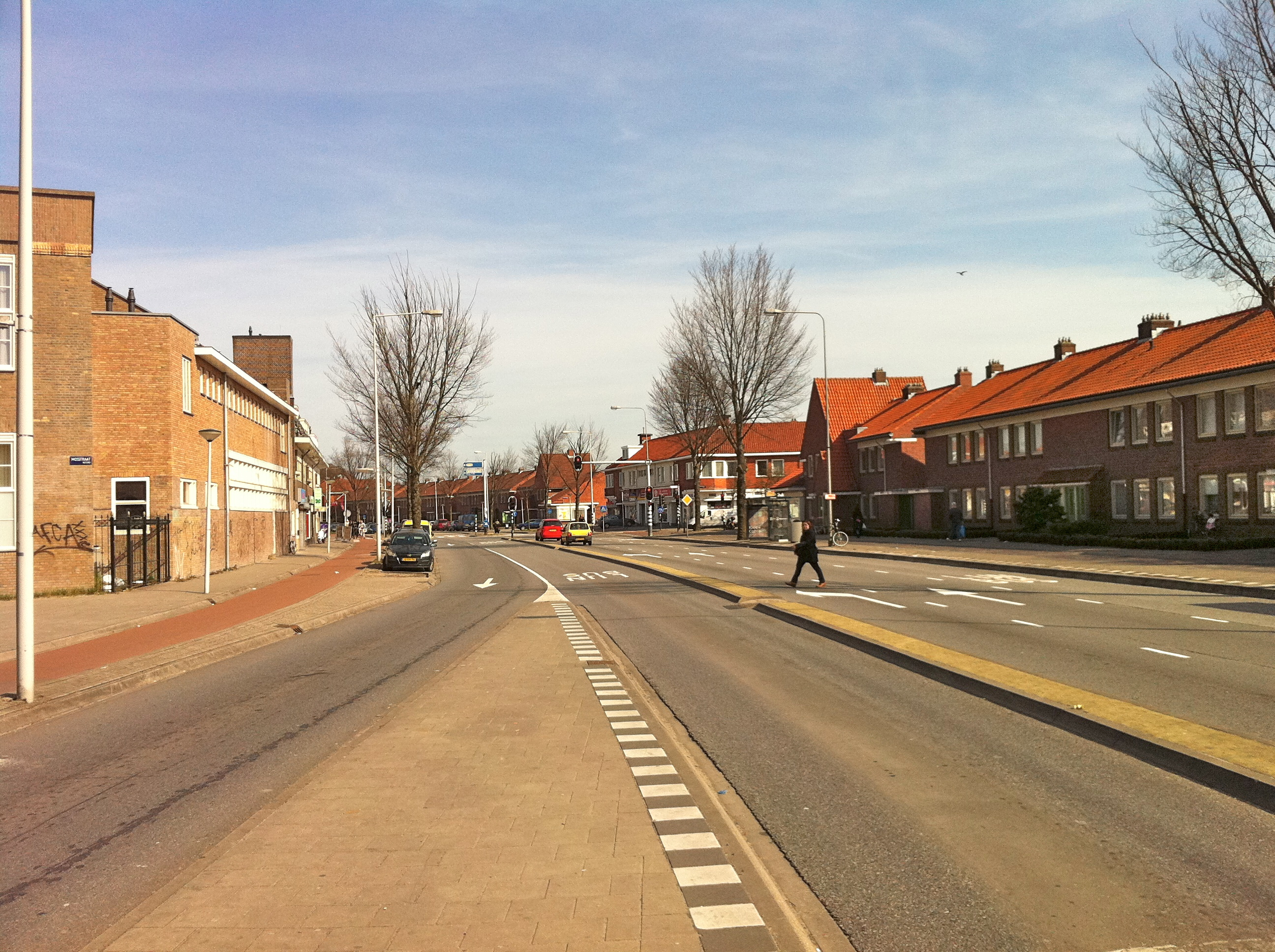
Huizen aan de Kamperfoelieweg richting Mosveld.
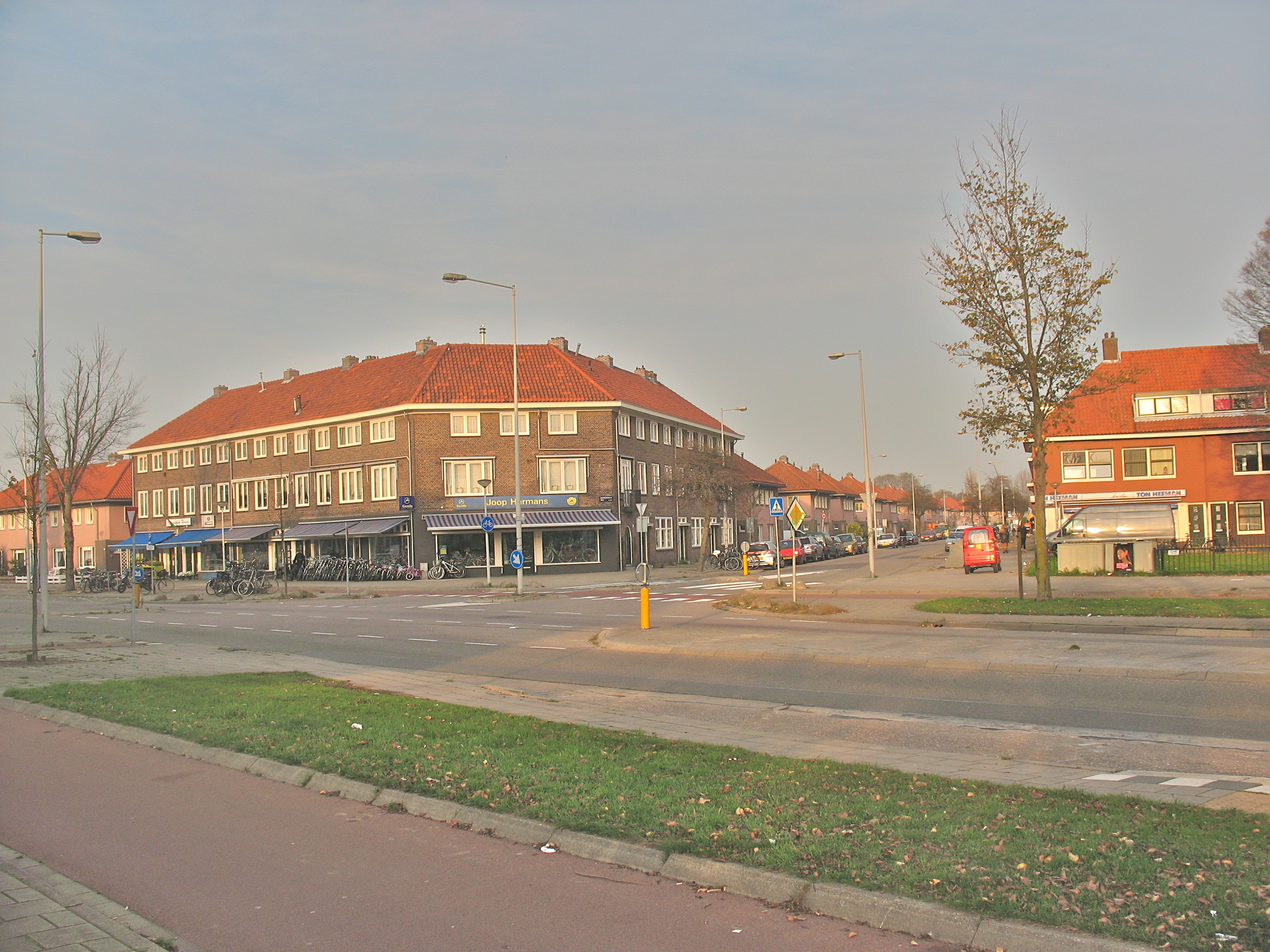
Huizen en Joop Harmans-fietsenwinkel aan de Kamperfoelieweg.
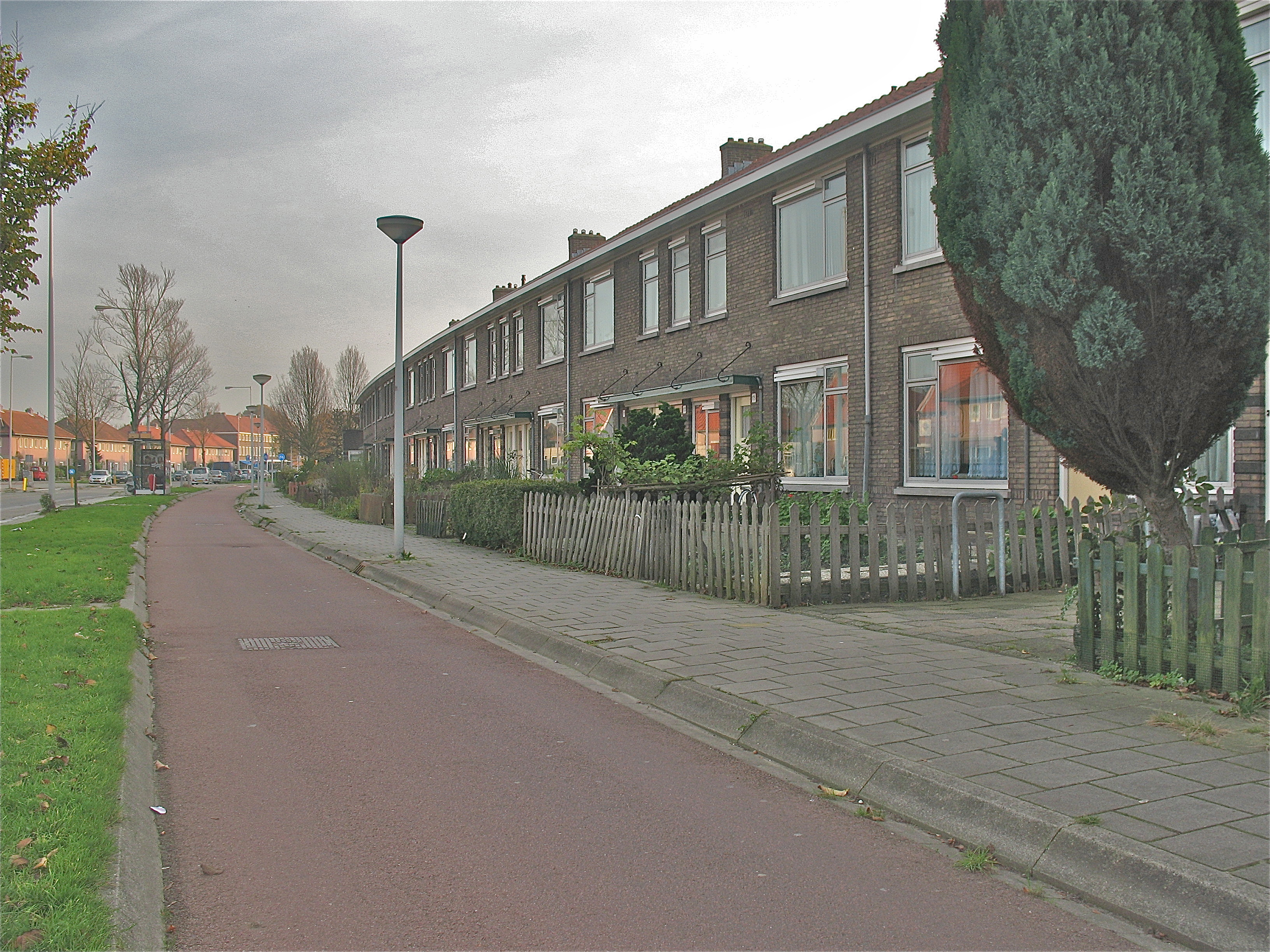
Huizen aan de Kamperfoelieweg.
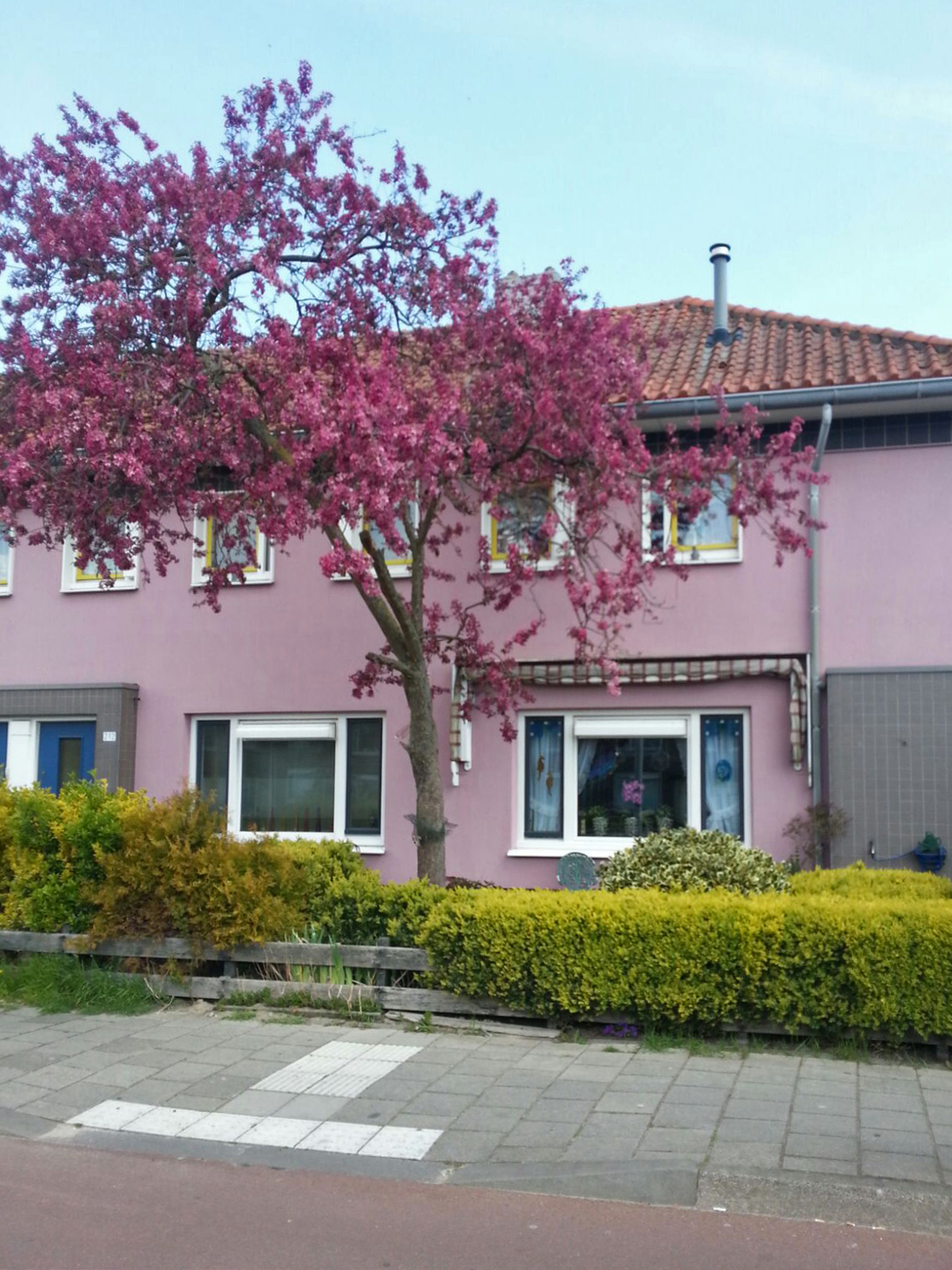
Roze huizen van het Floradorp aan de Kamperfoelieweg.
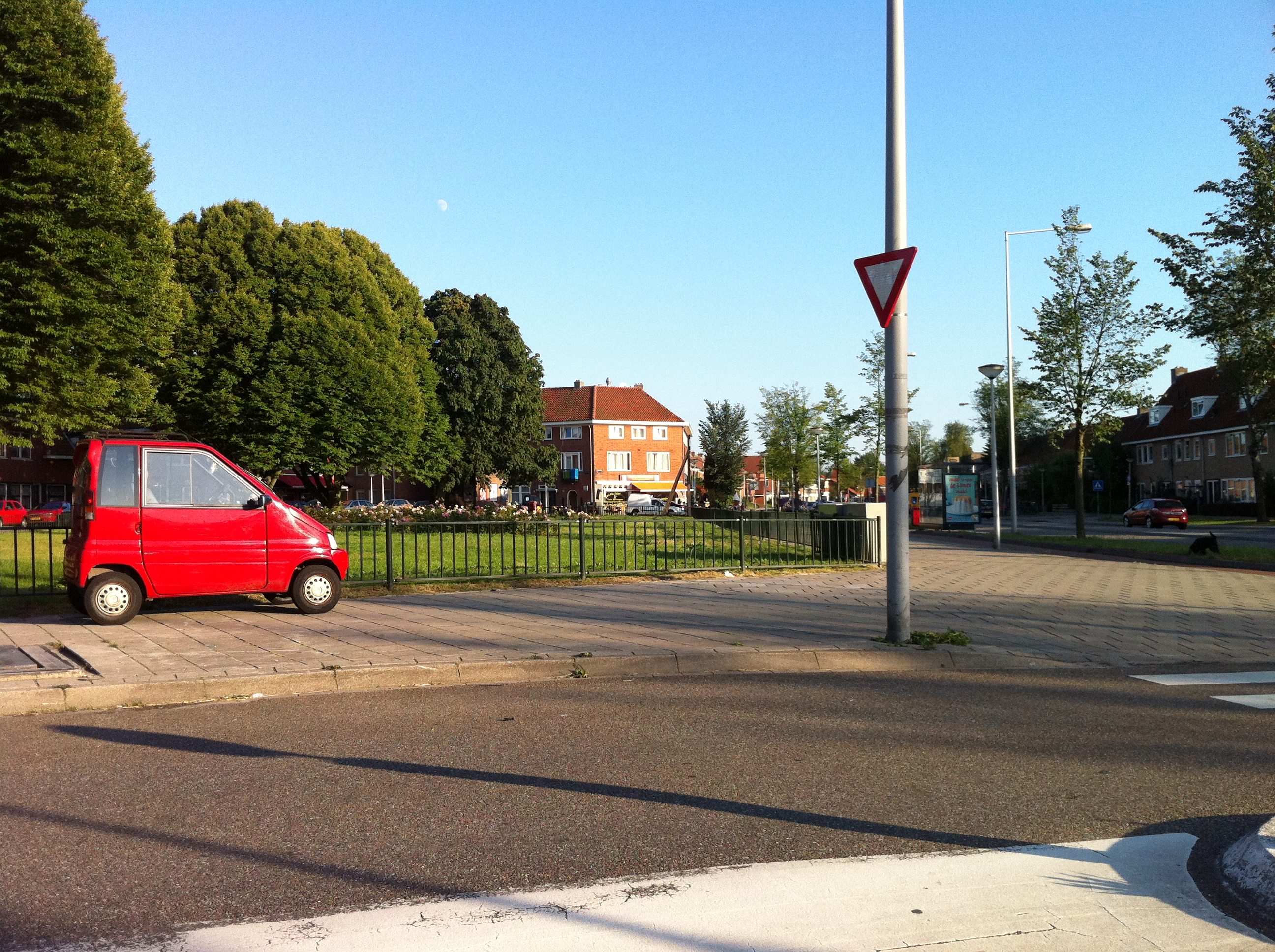
Huizen en rode Canta aan de Kamperfoelieweg.
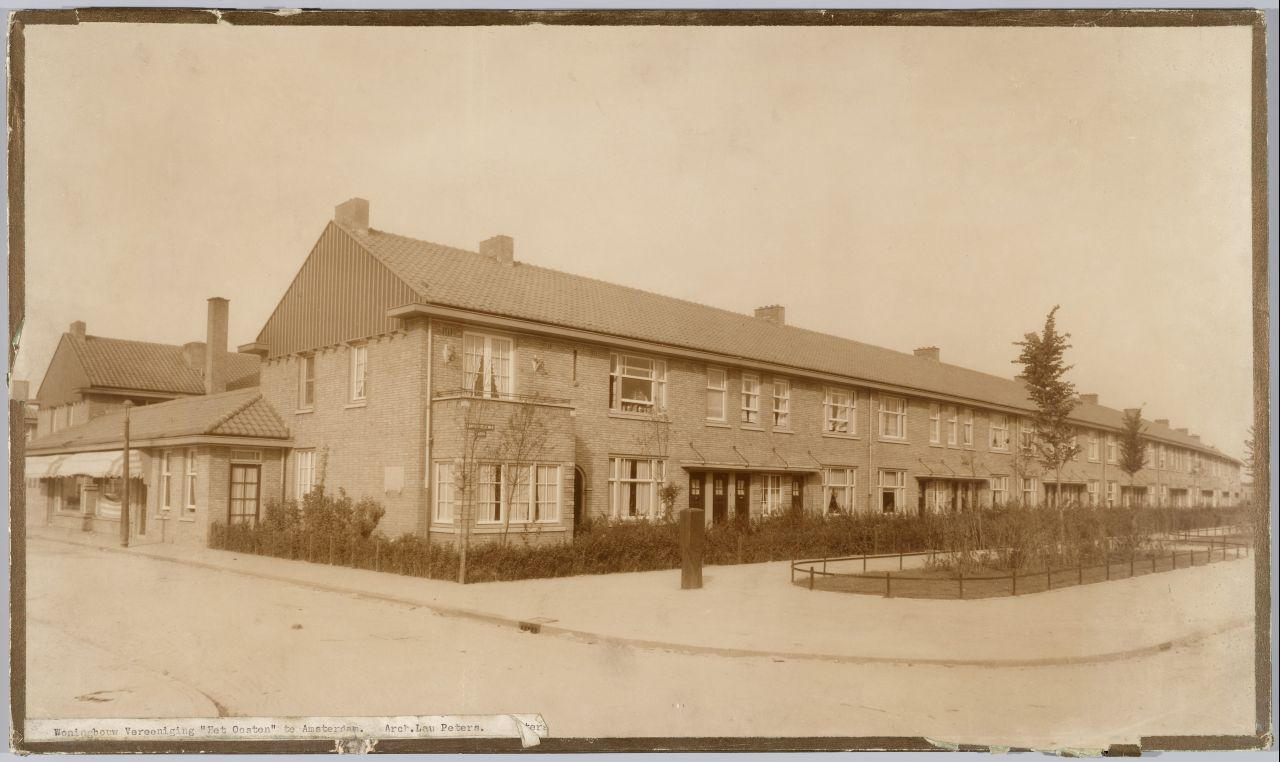
Huizen aan de Kamperfoelieweg in 1920-1930.
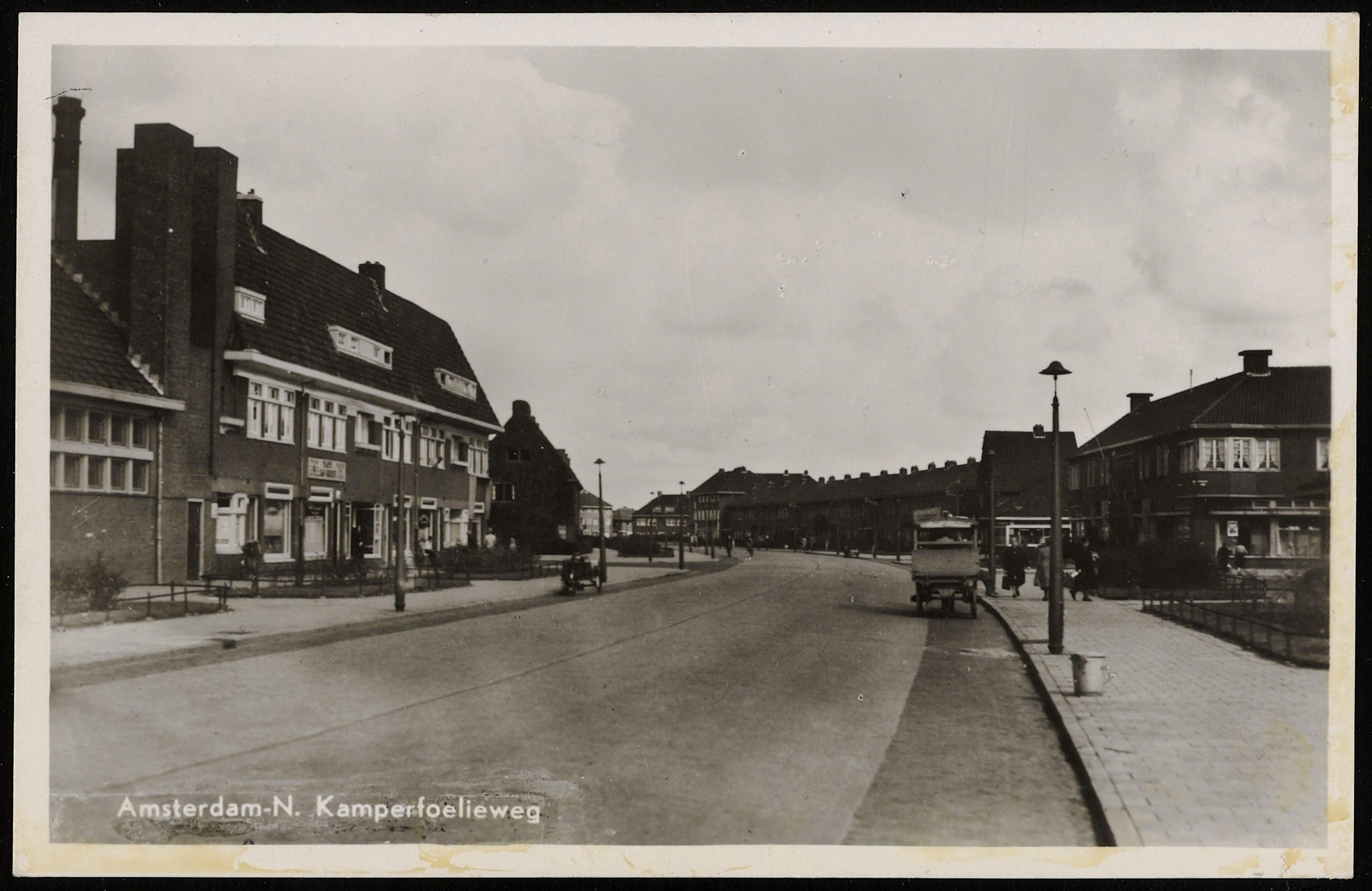
Huizen aan de Kamperfoelieweg in 1936.